# Bundorf
Bundorf ist eine Gemeinde im unterfränkischen Landkreis Haßberge sowie Mitglied der Verwaltungsgemeinschaft Hofheim in Unterfranken. Mit einer Bevölkerungsdichte von heute nur noch 23 Einwohnern pro km² gehört das Gemeindegebiet zu den am dünnsten besiedelten Gebieten Westdeutschlands.

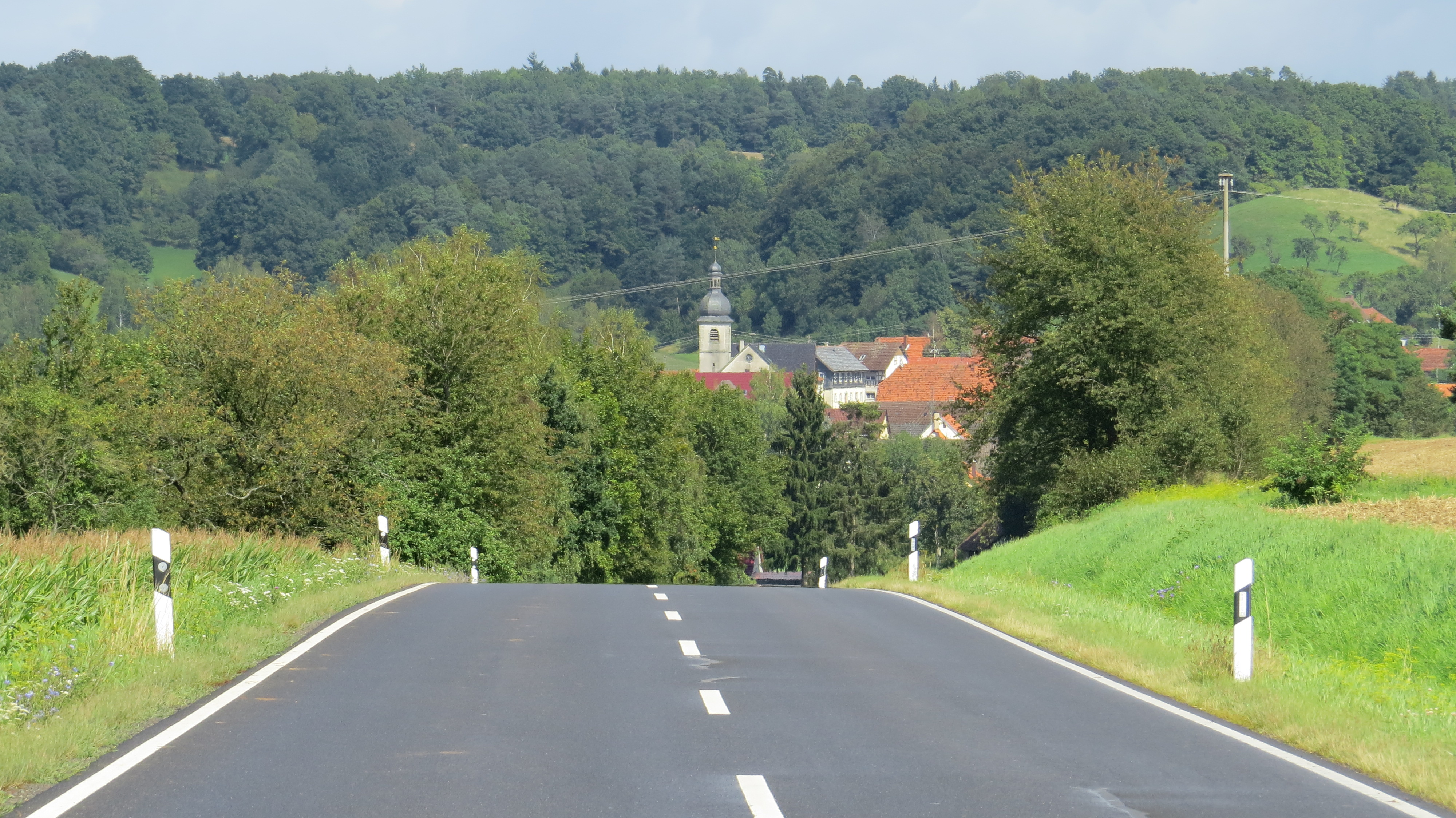
Schweinshaupten von Westen

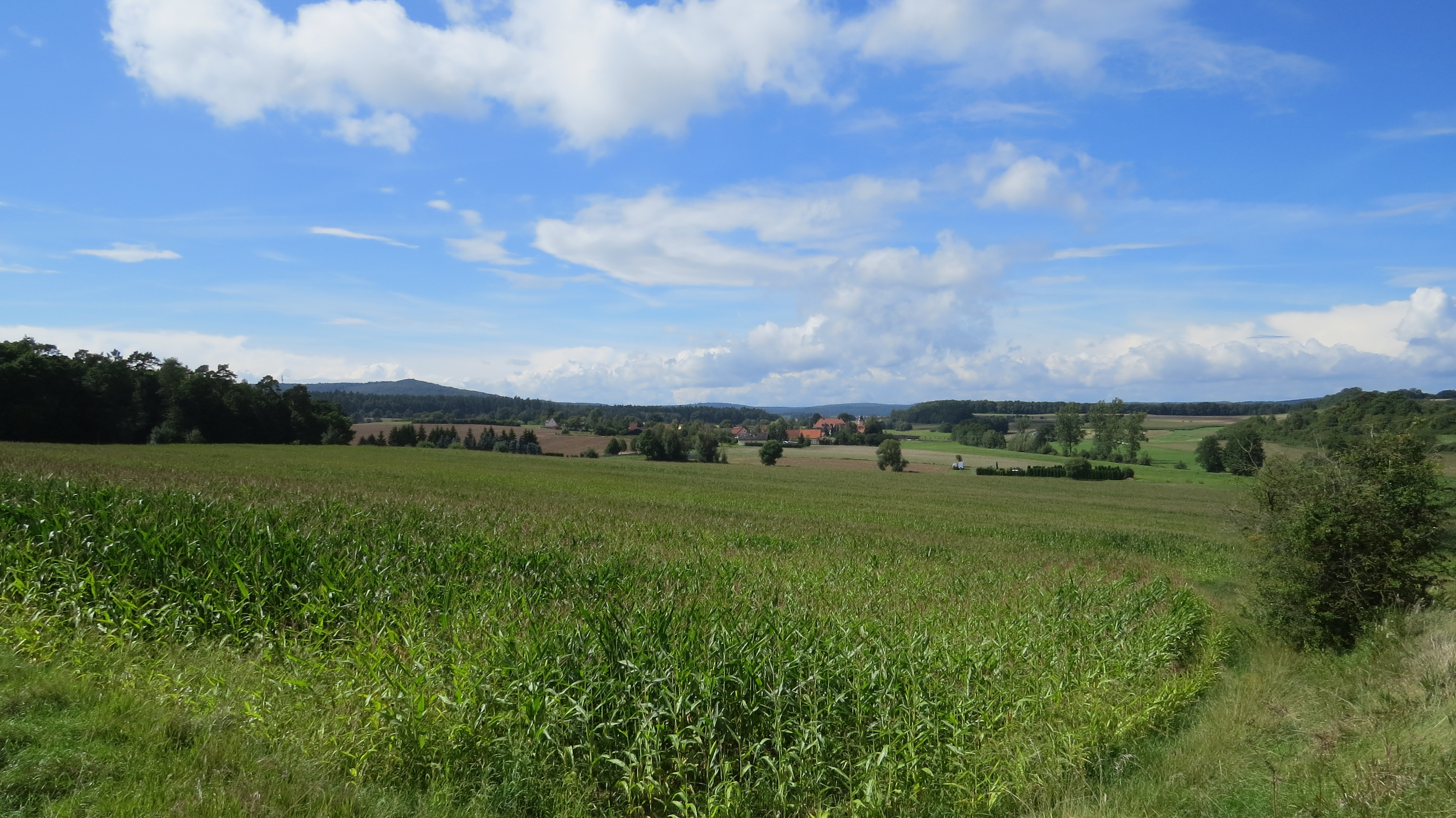
Stöckach von Südosten

## Geografie

### Geografische Lage
Der Hauptort liegt in der Region Main-Rhön (Bayerische Planungsregion 3), knapp 30 km nordöstlich von Schweinfurt. Im Ort mündet der Rippbach in die Baunach, ein rechter Nebenfluss des Mains.

### Gemeindegliederung
Es gibt neun Gemeindeteile (in Klammern sind der Siedlungstyp und die Einwohnerzahl angegeben):
- Bundorf (Pfarrdorf, 354)
- Hellersmühle (Einöde)
- Kimmelsbach (Kirchdorf, 104)
- Neuses (Kirchdorf, 102)
- Obermühle (Einöde)
- Schweinshaupten (Pfarrdorf, 218)
- Seemühle (Einöde)
- Stöckach (Kirchdorf, 108)
- Walchenfeld (Kirchdorf, 77)

Es gibt die Gemarkungen Bundorf, Kimmelsbach, Neuses, Schweinshaupten, Stöckach, Walchenfeld und Rottensteiner Forst.

### Nachbargemeinden
Nachbargemeinden sind (von Norden beginnend im Uhrzeigersinn): Sulzdorf an der Lederhecke, Maroldsweisach, Hofheim in Unterfranken und Aidhausen.

## Geschichte

### Bis zur Gemeindegründung
Die erste urkundliche Erwähnung war 1170, als das Kloster Ebrach und das Hochstift Würzburg Güter „auch in Buntdorf“ tauschten.
Das Hochstift Würzburg und die seit 1343 belegte Familie Truchseß von Wetzhausen auf dem Rittergut Bundorf teilten sich die Herrschaft. Die Rechte des zugunsten Bayerns säkularisierten Hochstiftes fielen 1805, die des Rittergutes 1806 mit der Mediatisierung an das Großherzogtum Würzburg, das 1814 zu Bayern gelangte. Im Zuge der Verwaltungsreformen in Bayern entstand mit dem Gemeindeedikt von 1818 die Gemeinde Bundorf.

### Eingemeindungen
Im Zuge der Gebietsreform in Bayern wurden am 1. Mai 1978 die Gemeinden Kimmelsbach, Neuses, Schweinshaupten, Stöckach und Walchenfeld eingegliedert.

### Einwohnerentwicklung
- 1961: 1379 Einwohner[6]
- 1970: 1323 Einwohner[6]
- 1987: 1050 Einwohner
- 1991: 1042 Einwohner
- 1995: 1009 Einwohner
- 2000: 1011 Einwohner
- 2005: 0973 Einwohner
- 2010: 0901 Einwohner
- 2015: 0919 Einwohner

Im Zeitraum 1988 bis 2018 sank die Einwohnerzahl von 1042 auf 911 um 131 Einwohner bzw. um 12,6 %.
Quelle: BayLfStat

## Politik

### Gemeinderat
Der Gemeinderat hat neun Mitglieder einschließlich des nebenamtlichen Ersten Bürgermeisters. Seit der Fusion der Christlichen Wählergemeinschaft und den Freien Wählern gibt es nur noch eine Wählergruppe, die an den Wahlen 2014 und 2020 teilnahm.
|      | Christliche Wählergemeinschaft/Freie Wähler | Gesamt  |
| 2020 | 9                                           | 9 Sitze |

|      | Christliche Wählergemeinschaft/Freie Wähler | Gesamt  |
| 2014 | 9                                           | 9 Sitze |

|      | Christliche Wählergemeinschaft | Freie Wähler | Gesamt   |
| 2008 | 7                              | 6            | 13 Sitze |

### Bürgermeister
Erster Bürgermeister ist seit 2008 Hubert Endres (Freie Wähler). Er gewann die Wahl gegen den damaligen Amtsinhaber Richard Schmitt (Christliche Wählergemeinschaft). 2014 wurde er ohne Gegenkandidaten mit ca. 73 % der Stimmen wiedergewählt. Durch den Zusammenschluss 2014 gehört er jetzt der Fusion an (Christliche Wählergemeinschaft/Freie Wähler). 2020 wurde er mit 81,3 % der Stimmen erneut für sechs Jahre gewählt.

### Baudenkmäler

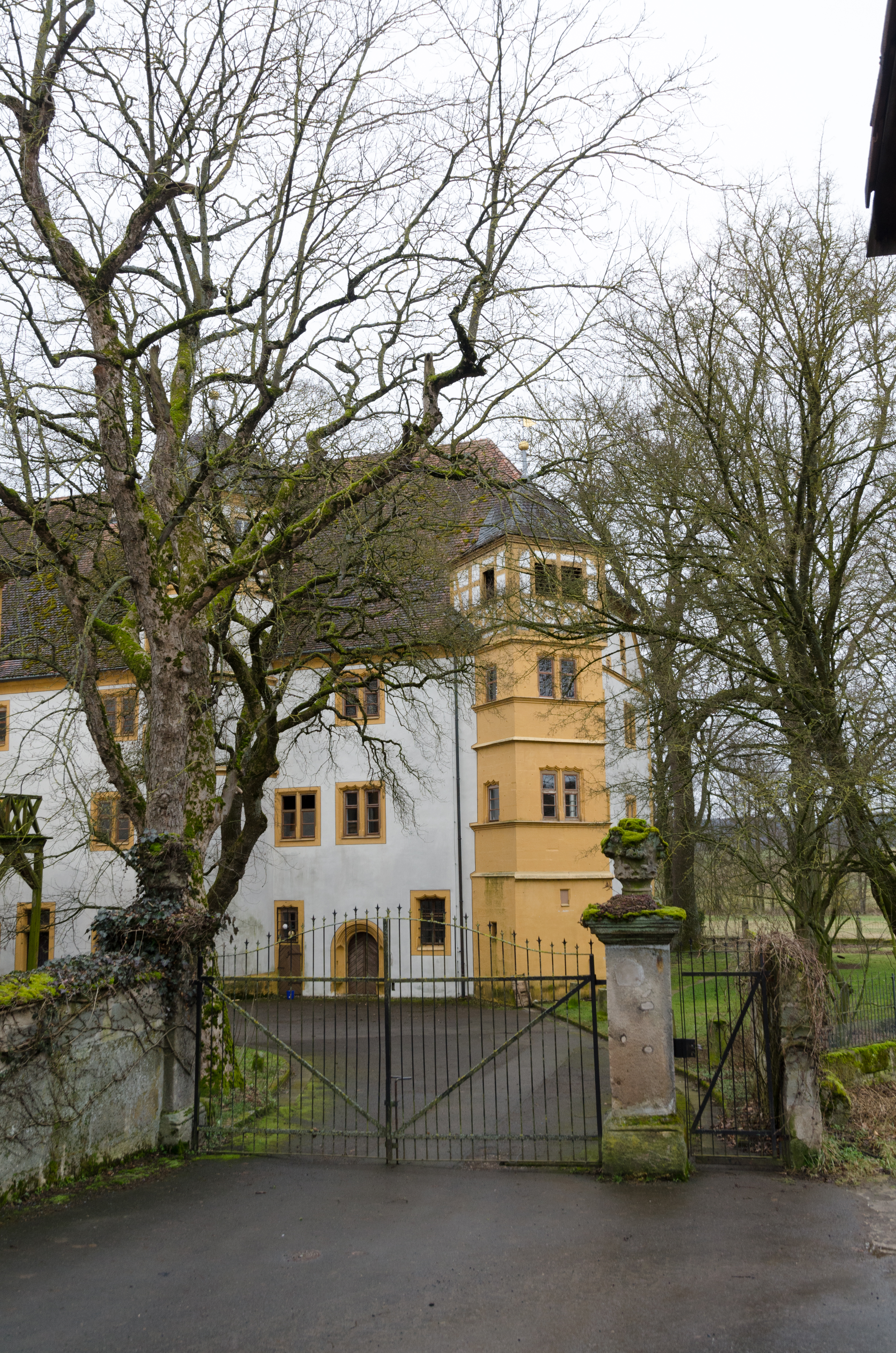
Schloss Bundorf ist Wohnsitz der Freiherren Truchseß von Wetzhausen

### Wappen
| Wappen von Bundorf | Blasonierung: „In Gold sechs drei zu zwei zu eins gestellte, senkrechte grüne Eichenblätter, dazwischen ein erhöhter von Rot und Silber in zwei Reihen geschachter Balken und ein gesenkter roter Wellenbalken.“ |
| Wappen von Bundorf | Wappenbegründung: Bundorf besteht seit 1978 aus den Gemeinden Bundorf, Kimmelsbach, Neusses, Schweinshaupten, Stöckach und Walchenfeld. Die sechs Eichenblätter repräsentieren diese sechs Orte und stellen zugleich den Bundorfer Forst dar. Als Jagdrevier hatte er in der Vergangenheit große Bedeutung. Der von Silber und Rot geschachte Balken ist dem Wappen der Truchsessen von Wetzhausen entnommen, die seit 1343 in Bundorf belegt sind und noch heute im Besitz des Schlosses von Bundorf sind. Neben dem Hochstift Würzburg waren sie die wichtigsten Herrschaftsinhaber im Gemeindegebiet. Der Wellenbalken stellt das Flüsschen Baunach dar, das im Gemeindegebiet entspringt. |

## Wirtschaft und Infrastruktur

### Wirtschaft einschließlich Land- und Forstwirtschaft
Die Gemeindesteuereinnahmen betrugen im Jahr 1999 umgerechnet 316.000 Euro, davon waren 22.000 Euro (netto) Gewerbesteuereinnahmen.
1998 gab es nach der amtlichen Statistik im produzierenden Gewerbe 27 und im Bereich Handel und Verkehr sechs sozialversicherungspflichtig Beschäftigte am Arbeitsort. Sozialversicherungspflichtig Beschäftigte am Wohnort gab es insgesamt 343. Im verarbeitenden Gewerbe gab es drei Betriebe, im Bauhauptgewerbe einen Betrieb. Zudem bestanden im Jahr 1999 48 landwirtschaftliche Betriebe mit einer landwirtschaftlich genutzten Fläche von 2013 Hektar, davon waren 1660 Hektar Ackerfläche und 353 Hektar Dauergrünfläche.

### Bildung
Im Jahre 1999 gab es folgende Einrichtungen:
- 50 Kindergartenplätze mit 55 Kindern